# Râul Pocreaca
Râul Pocreaca este un curs de apă, afluent al râului Vasluieț. 